# بفلوفيات
البفلوفيات (الاسم العلمي: Pavlovales) هي رتبة من الأسناخ صبغية تتبع طائفة البفلوفيانية من شعبة لمسيات النبت.

## فصائل
- البفلوفية